# Sân bay quốc tế Diwopu Ürümqi
Sân bay quốc tế Ürümqi Diwopu (IATA: URC, ICAO: ZWWW) (tiếng Trung: 乌鲁木齐地窝堡国际机场; bính âm: Wūlǔmùqí Dìwōpù Guójì Jīcháng, Uyghur: ئۈرۈمچى دىۋوپۇ خەلقئارا ئايروپورتى‎) là một sân bay nằm ở Diwopu, tây bắc thành phố Ürümqi, thủ phủ Khu tự trị Uygur Tân Cương tây bắc Cộng hòa Nhân dân Trung Hoa. Sân bay có khoảng cách 16 km so với trung tâm Ürümqi. Đây là trung tâm hoạt động của các hãng hàng không China Southern Airlines và Hainan Airlines. Năm 2008, sân bay này có lượng hành khách thông qua xếp thứ 21 trong các sân bay Trung Quốc.
Năm 2002, sân bay này phục vụ 1.673.400 lượt khách và thông qua 35.000 tấn hàng.
Sân bay Ürümqi được khai trương cho các tuyến bay quốc tế năm 1973, và là một sân bay hạ cánh khẩn cấp cho các tuyến bay đi châu Âu và Tây Á.
Sân bay có diện tích 4,48 triệu mét vuông, đường băng mới xây dài 3600 mét. Sân đỗ máy bay rộng 110.000 mét vuông, có sức chứa hơn 30 máy bay.
Nhà ga số 3 ở phía tây của nhà ga hiện hữu được khởi công xây dựng tháng 4 năm 2007 với chi phí 2,8 tỷ nhân dân tệ (tương đương 350 triệu USD). Nhà ga này sẽ giúp sân bay nâng công suất từ 5,13 triệu (năm 2007) lên 16,35 triệu lượt khách mỗi năm, 275.000 tấn hàng với 155.000 lượt chuyến. Nhà ga 3 có 21 cầu dẫn khách ra máy bay, diện tích nhà ga 106.000 mét vuông.

## Hãng hàng không và tuyến bay

### Hành khách
| Hãng hàng không          | Các điểm đến |
| ------------------------ | --- |
| 9 Air                    | Quảng Châu |
| Air Arabia               | Sharjah |
| Air Astana               | Almaty, Astana |
| Air China                | Aksu, Bắc Kinh-Thủ đô, Thành Đô, Hàng Châu, Hotan, Kashgar, Mianyang, Thiên Tân, Tây An, Yining, Yuncheng |
| Air Kyrgyzstan           | Bishkek |
| Ariana Afghan Airlines   | Seasonal: Kabul |
| Beijing Capital Airlines | Bắc Kinh-Thủ đô, Hải Khẩu, Hàng Châu, Hohhot, Kashgar, Shijiazhuang, Trịnh Châu |
| China Airlines           | Đài Bắc-Đào Viên |
| China Eastern Airlines   | Hàng Châu, Hợp Phì, Jiayuguan, Kashgar, Côn Minh, Lanzhou, Nam Kinh, Thượng Hải-Hồng Kiều, Vũ Hán, Tây An, Ngân Xuyên, Yining(bắt đầu từ ngày ngày 1 tháng 7 năm 2016), |
| China Southern Airlines  | Aksu, Almaty, Altay, Ashgabat, Astana, Baotou, Bắc Kinh-Thủ đô, Bishkek, Trường Xuân, Trường Sa, Thành Đô, Trùng Khánh, Đại Liên, Dubai-International, Dunhuang, Dushanbe, Phúc Châu, Quảng Châu, Sân bay quốc tế Long Động Bảo Quý Dương, Hami, Hàng Châu, Cáp Nhĩ Tân, Hợp Phì, Hohhot, Hotan, Islamabad, Istanbul-Atatürk, Tế Nam, Kanas, Karamay, Kashgar, Khujand, Korla, Côn Minh, Kuqa, Lanzhou, Moscow-Sheremetyevo, Nalati, Nam Kinh, Nam Ninh, Novosibirsk, Osh, Thanh Đảo, Tam Á, Thượng Hải-Hồng Kiều, Thượng Hải-Phố Đông, Thẩm Dương, Thâm Quyến, Shijiazhuang, St Petersburg, Đài Bắc-Đào Viên, Taiyuan, Tashkent, Tbilisi, Tehran-Imam Khomeini, Ôn Châu, Vũ Hán, Hạ Môn, Tây An, Tây Ninh, Xuzhou, Ngân Xuyên, Yining, Trịnh Châu |
| China United Airlines    | Beijing-Nanyuan |
| Hainan Airlines          | Aksu, Bắc Kinh-Thủ đô, Trường Sa, Thành Đô, Trùng Khánh, Quảng Châu, Hải Khẩu, Hàng Châu, Hợp Phì, Hohhot, Tế Nam, Kashgar, Lanzhou, Tam Á, Thượng Hải-Hồng Kiều, Thượng Hải-Phố Đông, Thẩm Dương, Thâm Quyến, Ôn Châu, Vũ Hán, Hạ Môn, Tây An, Trịnh Châu |
| Jiangxi Air              | Nanchang, Tây An |
| Korean Air               | Seoul-Incheon |
| Juneyao Airlines         | Thượng Hải-Hồng Kiều |
| Lucky Air                | Côn Minh, Lanzhou |
| Okay Airways             | Trường Sa, Tây An |
| S7 Airlines              | Novosibirsk |
| Shandong Airlines        | Tế Nam, Kashgar, Lanzhou, Thanh Đảo, Taiyuan, Ngân Xuyên |
| Shandong Airlines        | Osaka-Kansai |
| Shanghai Airlines        | Hotan, Thượng Hải-Hồng Kiều |
| Shenzhen Airlines        | Thâm Quyến, Trịnh Châu |
| Sichuan Airlines         | Thành Đô, Trùng Khánh, Hàng Châu, Kashgar, Côn Minh, Tam Á, Tây An, Yining, Trịnh Châu, Zhongwei |
| Somon Air                | Dushanbe |
| Spring Airlines          | Thượng Hải-Hồng Kiều, Tây An |
| Tianjin Airlines         | Aksu, Altay, Bole, Dunhuang, Hotan, Kanas, Kashgar, Korla, Kuqa, Nalati, Ordos, Tam Á, Tacheng, Thiên Tân, Tây An, Yining, Trịnh Châu |
| Urumqi Air               | Thành Đô, Hotan, Kashgar, Tây An, Yining, Trịnh Châu |
| Uzbekistan Airways       | Tashkent |
| West Air                 | Trùng Khánh, Lanzhou, Trịnh Châu |
| XiamenAir                | Trường Sa, Phúc Châu, Hàng Châu, Tế Nam, Nanchang, Thiên Tân, Vũ Hán, Hạ Môn, Tây An, Trịnh Châu |

### Hàng hóa
| Hãng hàng không       | Các điểm đến |
| --------------------- | ------------ |
| Silk Way Airlines     | Baku         |
| Turkmenistan Airlines | Ashgabat     |